# Agris

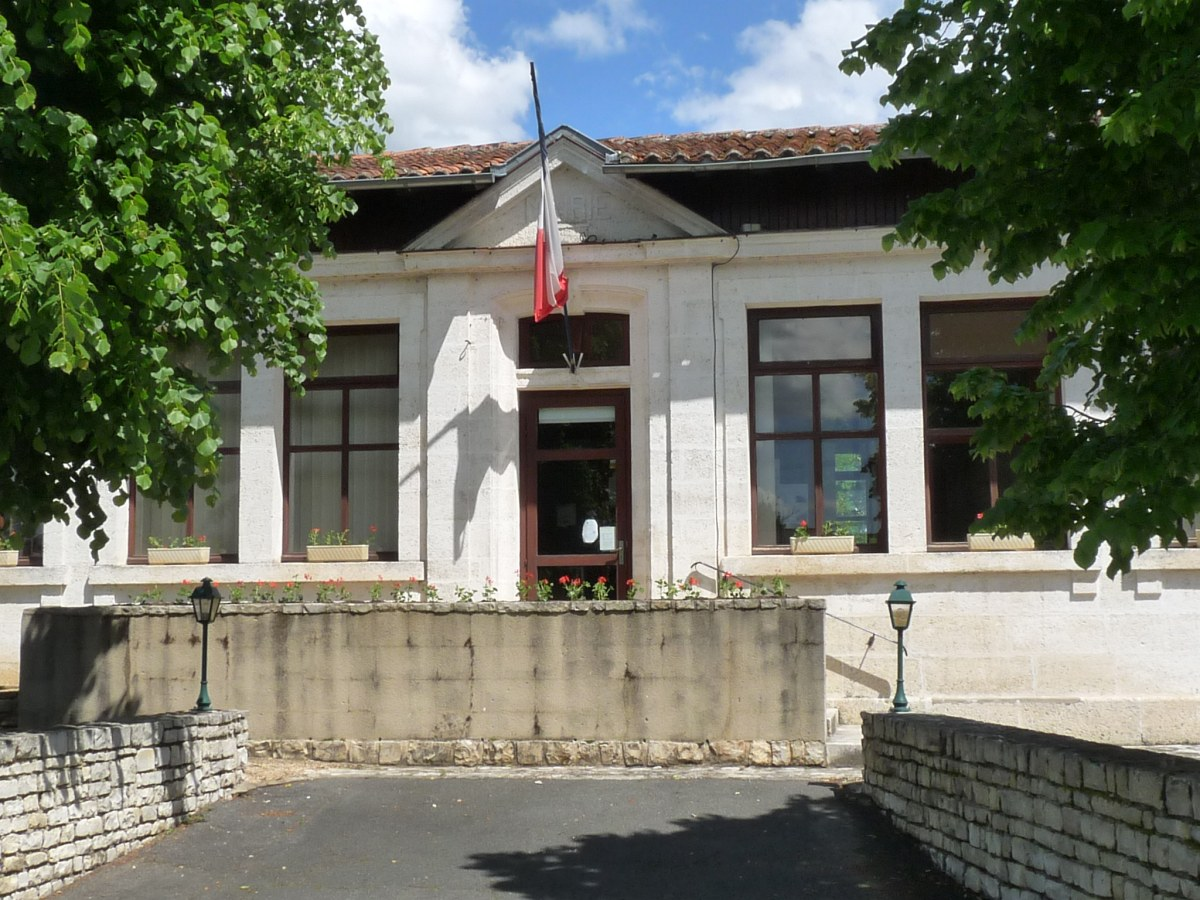
Imagem de imóvel da comuna. ￼Ajuda

Agris é uma comuna francesa na região administrativa da Nova Aquitânia, no departamento de Charente. Estende-se por uma área de 18,74 km². Em 2010 a comuna tinha 864 habitantes (densidade: 46,1 hab./km²).